# Heart of the Congos
Heart of the Congos är ett musikalbum av The Congos som utgavs 1977. Albumet producerades av Lee "Scratch" Perry i hans studio Black Ark. Den första utgåvan gavs endast ut på Jamaica på skivbolaget Black Art och bestod av några hundra exemplar. I början av 1980-talet gav skivbolaget Go Feet ut skivan i Storbritannien. Senare har skivan utgivits i många nyutgåvor. Albumet har setts som ett av 1970-talets allra bästa reggaealbum. Musikjournalisten Lloyd Bradley utnämnde det till världens bästa roots reggae-album 2012 i sin recension för BBC. Webbsidan Pitchfork rankade det på plats 46 i listan Top 100 Albums of the 1970s. I musikjournalisten Fredrik Strages lista över de 500 bästa albumen genom tiderna 2020, hamnade Heart of the Congos på plats 1.
På albumet medverkar bland annat Ernest Ranglin på gitarr och Sly Dunbar på trummor.

## Låtlista
(alla låtar komponerade av Cedric Myton och Roydel Johnson, utom spår ett och två av Myton, Johnson och Lee Perry)
1. "Fisherman"
2. "Congoman"
3. "Open Up the Gate"
4. "Children Crying"
5. "La La Bam-Bam"
6. "Can't Come In"
7. "Sodom and Gomorrow"
8. "The Wrong Thing"
9. "Ark of the Covenant"
10. "Solid Foundation"